# Attiliosa edingeri
Attiliosa edingeri is een slakkensoort uit de familie van de Muricidae. De wetenschappelijke naam van de soort werd in 1998 voor het eerst geldig gepubliceerd door Houart.